# توماس اشمیت
توماس اشمیت (آلمانی: Thomas Schmidt؛ زادهٔ ۱۸ فوریهٔ ۱۹۷۶) قایقران کایاک اهل آلمان بود.